# John Lethbridge
Pour les articles homonymes, voir Lethbridge (homonymie).
John Lethbridge (1675-1759) fut un marchand anglais connu pour être l'inventeur d'une des premières machines de plongée sous-marine de l'époque moderne.

## Biographie
John Lethbridge était originaire de la ville de Newton Abbot, dans le comté de Devon, en Angleterre. Son enfance est peu connue. Il travaille d'abord comme marchand de laine, et a du mal à nourrir sa famille (il aurait eu dix-sept enfants). Letbridge conçoit sa machine de plongée en 1715, durant une période où il est employé par la Compagnie des Indes orientales espagnole. Sa machine, qu'il utilise pour récupérer des chargements précieux dans des épaves de navires, lui permet d'être remarqué par plusieurs compagnies de marine marchande et de s'enrichir progressivement au cours des trente années suivantes. Vers la fin de sa vie, il acquiert la propriété d'Odicknoll, à Kingskerswell, autre localité du Devon. 

## La machine de Lethbridge

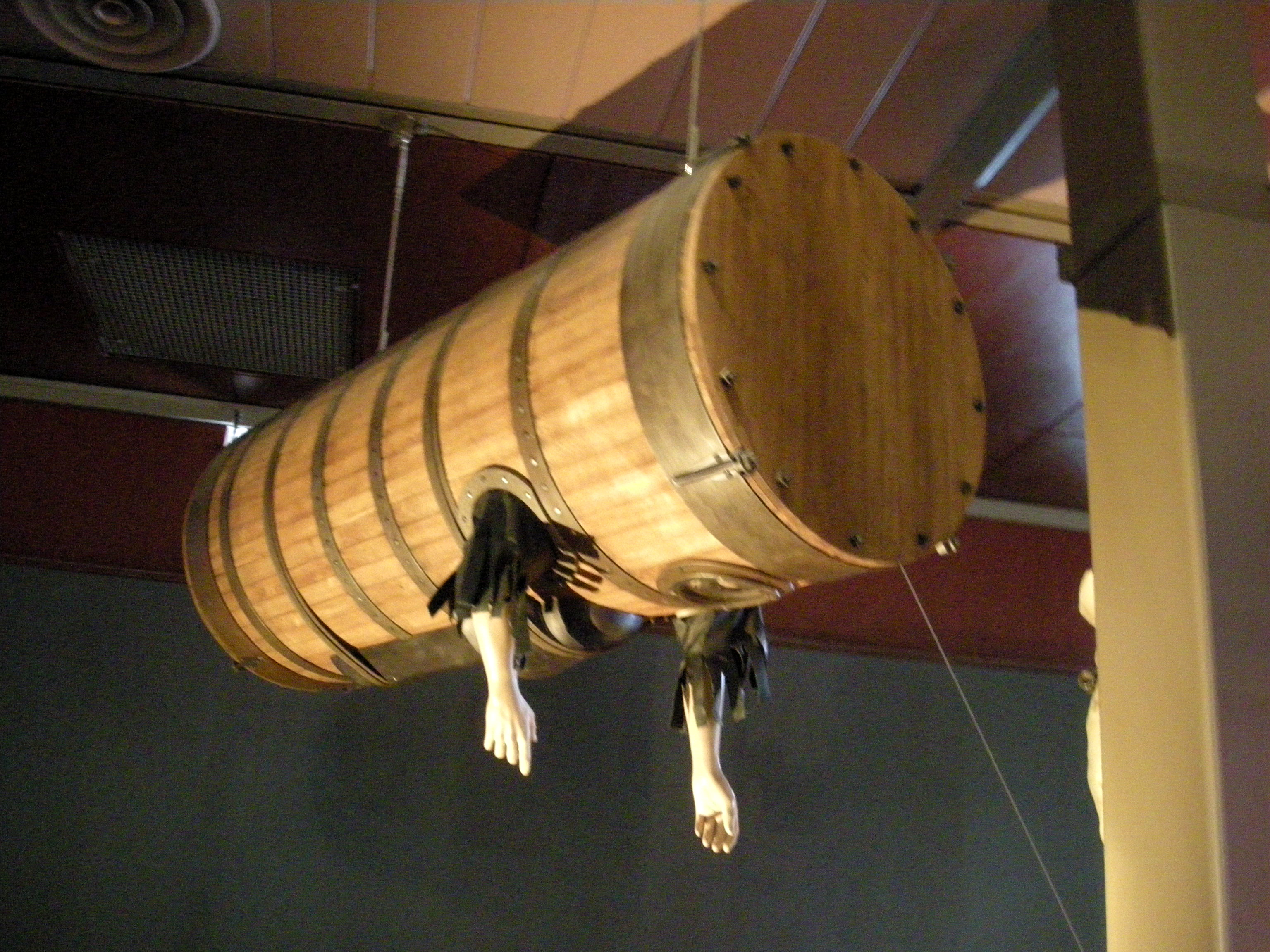
Reconstitution de la machine de Lethbridge à la Cité de la Mer de Cherbourg.

La machine inventée par John Lethbridge est un scaphandre rigide rudimentaire. Il n'existe pas de plan de cette machine, mais seulement une vue d'artiste, elle-même réalisée d'après des descriptions a posteriori. La machine semble avoir consisté en un tonneau de bois de chêne, percé d'un hublot de verre à la hauteur du visage, et est doté de deux manchons souples en cuir huilé où le plongeur glisse ses bras, ce qui lui permet de manipuler des objets. Le plongeur est enfermé dans le tonneau afin de plonger en position horizontale, allongé sur le ventre. Le tonneau est immergé au moyen d'une corde et ne permet pas au plongeur de se déplacer de façon autonome. Elle n'est dotée d'aucun système d'acheminement d'air : le plongeur respire l'air enfermé dans le tonneau. Le volume de la machine lui accorde une autonomie d'environ une demi-heure. Lethbridge parvient à plonger confortablement à des profondeurs atteignant dix brasses anglaises. 